# Zoe Tavarelli
Zoe Tavarelli (Torino, 3 gennaio 1996) è un'attrice italiana.

## Biografia
Figlia del regista Gianluca Maria Tavarelli e della scenografa Francesca Bocca, ad appena un anno di vita fa la sua prima e breve apparizione al cinema in Tutti giù per terra (film) come figlia di Valerio Mastandrea. Contemporaneamente alla scuola frequenta vari set. A soli 12 anni vince il premio come miglior attrice protagonista per Piedi nudi al Piemonte Movie. In seguito partecipa a vari lavori del padre e di altri registi in ruoli sempre più significativi.
Studia e si laurea in arti drammatiche alla prestigiosa American Academy of Dramatic Arts di Los Angeles dove inizia anche a lavorare nel settore.

## Filmografia

### Cinema
- Un amore, regia di Gianluca Maria Tavarelli (1999)
- Se devo essere sincera, regia di Davide Ferrario (2004)
- Non prendere impegni stasera, regia di Gianluca Maria Tavarelli (2006)
- Piedi nudi, regia di Luca Agostino – cortometraggio (2006)
- Piazza Garibaldi, regia di Davide Ferrario – docufilm (2011)
- Romeo & Giulietta, regia di Elisabetta Ariemma – cortometraggio (2014)
- Una storia sbagliata, regia di Gianluca Maria Tavarelli (2015)
- La solita commedia - Inferno, regia di Francesco Mandelli, Fabrizio Biggio e Martino Ferro (2015)
- Independence Day, regia di Davide Ferrario – cortometraggio (2016)
- The Lost Film Series, regia di Davide Ferrario (2018)[1][2][3]
- If We Have Next Life, regia di Rachel Ye – cortometraggio (2019)
- Boys, regia di Davide Ferrario (2021)

### Televisione
- Maria Montessori - Una vita per i bambini, regia di Gianluca Maria Tavarelli – miniserie TV (2007)
- Il giovane Montalbano, episodio 1x02, 2x06 (2012-2015)
- Maltese - Il romanzo del Commissario, regia di Gianluca Maria Tavarelli - miniserie TV, episodio 1x04 (2017)
- Manny's Garage Sale: a Hitchcock Knot, regia di Josh Mitchell, episodio Frankenstein (2018)
- Io ti cercherò – serie TV (2020)
- Everybody Loves Diamonds - serie TV (2023)

## Pubblicità
- Brondi (2014)
- Cryptogether (2017)
- Bezalel Futura X (2018)

## Riconoscimenti
- Piemonte Movie – Miglior attrice protagonista per Piedi Nudi[4][5]
- LA shorts awards – Bronze Award per Diminuendo